# Marienschule Euskirchen
Die Marienschule Euskirchen ist ein Gymnasium der Stadt Euskirchen mit etwa 1100 Schülern, das ursprünglich eine Mädchenschule war und in dem Jahr 1868 gegründet wurde. Sie ist Europaschule und versucht mit verschiedenen Projekten wie Vorträgen von Esther Bejarano und Aktionen gegen Rassismus vorzugehen.

## Geschichte
Die Gründung der ersten Höheren Töchterschule (Mädchenschule für Mädchen der oberen Schichten) fand bereits durch die Anstrengungen von Johann Franz Peter Dubelmann (1865–1870 Pastor der Pfarrkirche St. Martin in Euskirchen) 1868 statt, die Schule hatte aber keinen Bestand und wurde 1882 geschlossen.
Der Unterschied der zweiten Höheren Töchterschule, die im Jahr 1898 von der Schulvorsteherin Maria Müller gegründet wurde, zur Volksschule war, dass der Unterricht nur vormittags durchgeführt wurde und dass auch mehrere Sprachen (Französisch und Englisch) unterrichtet wurden. Im Frühjahr des Jahres 1904 wurde die Schule von aus Meersen stammenden Ursulinen für eine Summe von 35.000 Mark übernommen, zog 1910 in das Gebäude der heutigen Gesamtschule um, in dem bis 2016 die Willi-Graf-Realschule untergebracht war, und wurde dann am 15. April 1914 an Dominikanerinnen übergeben. Während des Ersten Weltkriegs wurde im Erdgeschoss ein Lazarett eingerichtet, der Unterricht jedoch fortgeführt.
Zur Zeit der Klosterschule hieß die Schule Oberlyceum Sancta Maria, wurde jedoch infolge der Gleichschaltung 1940 geschlossen und durch die Städtische Oberschule für Mädchen ersetzt, in die auch die 1910 gegründete Paritätische Mädchenschule integriert wurde. Die Nationalsozialistische Volkswohlfahrt kaufte den weiteren Besitz der Dominikanerinnen.
Der Studienrat Joseph Steinmetz, der nun Schulleiter wurde, versuchte die christliche Tradition der Schule fortzusetzen, war aber kein Mitglied oder Sympathisant der NSDAP, weshalb er auch nicht zum Oberstudienrat befördert wurde. Da er als „politisch unzuverlässig“ galt, wäre er wohl abgesetzt worden, doch wurden alle Schulen im Herbst 1944 geschlossen, weshalb er der Entlassung entging.
Nach dem Krieg war zunächst geplant, die Schule wieder von Dominikanerinnen leiten zu lassen, die Verhandlungen hierzu führten aber zu keinem Ergebnis. Stattdessen wurde die Schule als städtische Schule wieder in Betrieb genommen und hieß fortan Studienanstalt mit Lyzeum und Frauenoberschule. Viele der nicht auf Lebenszeit angestellten Lehrer wurden entlassen, Steinmetz blieb jedoch, um die Wiederherstellung des Schullebens auf den Weg zu bringen.
Im Jahre 1950 bat die letzte dominikanische Direktorin darum, der Schule wieder den alten Namen zu geben, beziehungsweise die deutsche Entsprechung „St. Marien“ (für „Sancta Maria“). Da dies jedoch eine Bindung an den katholischen Glauben angedeutet hätte, wurde die Schule 1951 daher stattdessen Marienschule, städtisches neusprachliches Mädchengymnasium und Frauenoberschule oder auch, kürzer, Mädchengymnasium Marienschule Euskirchen genannt. Der Kontakt zu den Dominikanerinnen von Arenberg wurde aber nicht ganz aufgegeben. 1973 zog die Marienschule schließlich in einen Neubau (unter anderem mit Turnhalle und Cafeteria) um, wo sie sich noch heute befindet. Die ersten männlichen Schüler auf der Marienschule gab es 1975; in dieser Zeit begann auch die Kooperation mit dem Emil-Fischer-Gymnasium Euskirchen (in der Oberstufe).
Zum Schuljahr 2019/2020 wechselt Michael Mombaur, der ehemalige stellvertretende Direktor des städtischen St.-Michael-Gymnasiums in Bad Münstereifel in die Position des neuen Leiters der Marienschule. Der seit 2006 an der Schule tätige Jürgen Antwerpen ging zu Sommerferienbeginn in Ruhestand.

## Ausstattung und Angebote

### Sprachen und Wettbewerbe
Als Sprachen werden Englisch, Französisch, Spanisch und Latein und in der Oberstufe Russisch angeboten.
Der Unterricht kann als bilingualer Unterricht in Englisch durchgeführt werden.
Die Marienschule nimmt an mehreren fachspezifischen Wettbewerben regelmäßig teil. So ist sie jährlich bei der Mathematik-Olympiade und dem Wettbewerb Känguru der Mathematik vertreten. Sie ist auch eine Prüfungsschule für die ESOL-Sprachprüfung der Universität Cambridge und das französische DELF-Diplom.

### Ausstattung
Die Marienschule verfügt über eine Küche für das Fach Ernährungslehre. Auf dem Schulgelände befindet sich ein Schulbiotop und ein Sportplatz.
Neben den Computerräumen sind auch die Schülerarbeitsräume und der Fremdsprachenraum mit PCs ausgestattet. In allen Klassenräumen gibt es WLAN, interaktive Tafeln mit Dokumentenkamera und PC sowie mehrere Tablet-Wägen. Im Rahmen einer AG wurde außerdem ein 3D-Drucker angeschafft, um den Schülern den Umgang mit dieser Technik näher zu bringen.

### Projekte und Arbeitsgemeinschaften
Von der Marienschule werden folgende Projekte und Arbeitsgemeinschaften angeboten.
Es gibt Sportangebote mit Teilnahme an Wettbewerben auf Kreis-, Bezirks- und Landesebene; ebenfalls ist der Erwerb des Deutschen Sportabzeichens möglich. Außerdem gibt es vier Big Bands, Chöre und Orchester mit Konzerten, Theateraufführungen (Literaturkurse und Theater-AG), eine AG Meteorologie, die AG Gesellschaftstanz sowie die Schülerbibliothek.
Auf dem Dach der Marienschule befindet sich seit 1998 eine Photovoltaikanlage, die Gewinne gehen direkt an den Förderverein.
Durch die steigende Verwendung digitaler Endgeräte kam es 2020 zur Gründung der iAG. Sie unterstützt Schüler und Lehrer beim Umgang mit diesen Geräten und erstellt dazu Videos, Tutorials und E-Books.

### Austauschprogramme
Die Marienschule führt mit folgenden Städten bzw. deren Schulen einen Schüleraustausch durch:
- Charleville-Mézières (Lycée Sévigné)
- Basingstoke (Brighton Hill Community College)
- Kutztown, Pennsylvania (Kutztown High School)
- Thessaloniki (Deutsche Schule Thessaloniki)

Außerdem unterstützt die Marienschule innerhalb der Piéla-AG z. B. den Brunnenbau in der Dritten Welt.

## WettbewerbSchule des Jahres
Beim Wettbewerb Schule des Jahres des deutschen Studentenmagazins Unicum lag die Marienschule 2008 in der Gesamtwertung auf Platz 9. Sieger war sie in der Kategorie Beste Projekte und AGs.

## Persönlichkeiten
- Hans-Dieter Arntz (* 1941), Lehrer der Marienschule und Regionalhistoriker
- Christel Frese (* 1944), ehemalige Lehrerin und Leichtathletin (unter anderem bei Olympischen Spielen)
- Mathilde Muthig (1909–1996), NS-Ärztin am Kalmenhof in Idstein
- Silke Rottenberg (* 1972), Schülerin der Marienschule und deutsche Fußballerin des Jahres 1998